# City of Kings
City of Kings és el desè àlbum del raper X-Raided, lliurat en conjunt amb el raper Kingpen. Va ser llançat el 2 de juliol de 2002 per Out of Bounds Records en una producció anecdòtica de X-Raided i Big Hollis.

## Llista de cançons
1. "Sac-A-Intro"- 2:04[3]
2. "Respect for None"- 3:50
3. "What Can They Say"- 4:15
4. "The Monster Mash"- 4:25 (Featuring Luni Coleone)
5. "City of Kings"- 3:50
6. "It Will Never Happen"- 3:56
7. "Otherwise" (Neglection)- 4:15
8. "The Process"- 0:51
9. "Relentless"- 3:50
10. "Bomb Guts"- 4:05
11. "Off the Deep End"- 2:40
12. "Repercussions" (A Time to Ride)- 3:49
13. "Retaliation" (Coming for Me)- 4:43
14. "We Did That"- 2:10